# ヨヌツ・ミトラン
ヨヌツ・ラドゥ・ミトラン（Ionuț Radu Mitran 、2002年3月9日 - ）は、ルーマニア・クラヨーヴァ出身のプロサッカー選手。CSウニヴェルシタテア・クラヨーヴァ所属。ポジションは、ディフェンダー。

## タイトル
ウニヴェルシタテア・クラヨーヴァ
- クパ・ロムニエイ: 2020-21
- スーペルクパ・ロムニエイ: 2021